# Promerops cafer
El mielero abejaruco de El Cabo o pájaro azúcar de El Cabo (Promerops cafer) es una especie de ave paseriforme de la familia Promeropidae. Es una de las seis especies de aves endémicas del bioma fynbos de las provincias Occidental y Oriental del Cabo en Sudáfrica.

## Descripción
Es de color marrón grisáceo fácilmente reconocible por una mancha amarilla bajo la cola y las largas plumas de la cola presentes en los machos. El macho mide de 34 a 44 cm de longitud y la hembra, con la cola y el pico más cortos y el pecho más pálido, mide entre 25 y 29 cm de longitud. Otra característica de esta ave es el sonido que hace cuando vuela. Las plumas de vuelo principales están dispuestas de tal manera que cuando el ave bate sus alas, hace un sonido frrt-frrt con la intención de atraer a las hembras.